# Zoran Žižić
Zoran Žižić, cyr. Зоран Жижић (ur. 4 marca 1951 w Titogradzie, zm. 4 stycznia 2013 w Podgoricy) – czarnogórski polityk, prawnik i nauczyciel akademicki, w latach 2000–2001 premier Federalnej Republiki Jugosławii.

## Życiorys
Syn prominentnego działacza komunistycznego. Ukończył szkołę średnią w rodzinnej miejscowości, następnie studia prawnicze na Uniwersytecie w Belgradzie. Pracował jako asystent i wykładowca na Uniwersytecie Czarnogóry. Był członkiem Związku Komunistów Jugosławii, nie pełnił funkcji w jego strukturach. W działalność polityczną zaangażował się pod koniec lat 80., uczestniczył w protestach w ramach tzw. antybiurokratycznej rewolucji. W okresie przemian politycznych został członkiem powstałej w 1991 Demokratycznej Partii Socjalistów Czarnogóry, pełnił funkcję jej wiceprzewodniczącego. Zasiadał w parlamencie federalnym Jugosławii, brał udział w opracowaniu czarnogórskiej i jugosłowiańskiej konstytucji. W latach 1991–1996 sprawował urząd wicepremiera w rządzie Czarnogóry. W okresie konfliktu w DPS opowiedział się po stronie Momira Bulatovicia, został wiceprzewodniczącym powołanej przez tegoż Socjalistycznej Partii Ludowej Czarnogóry, kierował też klubem poselskim partii.
Od listopada 2000 do lipca 2001 sprawował urząd premiera Federalnej Republiki Jugosławii. Urząd objął wkrótce po obaleniu Slobodana Miloševicia, co przyczyniło się też do upadku rządu Momira Bulatovicia. Zoran Žižić podał się do dymisji w ramach sprzeciwu wobec ekstradycji Slobodana Miloševicia, wydanego celem przeprowadzenia procesu przed Międzynarodowym Trybunałem Karnym dla byłej Jugosławii.
W 2005 pozbawiony wszelkich funkcji partyjnych w SNP. W 2006 założył nowe ugrupowanie pod nazwą DSJ. W tym samym roku w pierwszych wyborach w niepodległej Czarnogórze uzyskał mandat posła do Zgromadzenia Czarnogóry.